# Flacher Zusammenhang
In der Mathematik sind flache Zusammenhänge in Geometrie und Eichtheorie von Bedeutung.

## Definition
Sei {\displaystyle G} eine Lie-Gruppe und {\displaystyle \pi :E\rightarrow M} ein {\displaystyle G}-Prinzipalbündel.
Ein flacher Zusammenhang ist ein Zusammenhang {\displaystyle \omega \in \Omega ^{1}(E,{\mathfrak {g}})}, dessen Krümmungsform verschwindet:
{\displaystyle \textstyle \Omega :=d\omega +{\frac {1}{2}}\left[\omega ,\omega \right]=0}.
Aus dem Satz von Ambrose-Singer folgt, dass ein {\displaystyle G}-Prinzipalbündel mit einem flachen Zusammenhang ein flaches Bündel der Form
{\displaystyle E_{\rho }:={\widetilde {M}}\times G/\sim }
mit {\displaystyle (\gamma x,g)\sim (x,\rho (\gamma )g)} für eine (vom flachen Zusammenhang abhängende) Darstellung {\displaystyle \rho \colon \pi _{1}M\to G} ist. {\displaystyle \rho } heißt die Holonomie-Darstellung des flachen Zusammenhangs.

## Modulraum flacher Zusammenhänge
Der Raum aller Zusammenhänge eines gegebenen Prinzipalbündels ist {\displaystyle {\mathcal {A}}:=\Omega ^{1}(M,{\mathfrak {g}})} mit der {\displaystyle C^{\infty }}-Topologie. Der Unterraum der flachen Zusammenhänge wird mit {\displaystyle {\mathcal {A}}_{F}} bezeichnet. Die Eichgruppe {\displaystyle {\mathcal {G}}=C^{\infty }(M,G)} wirkt auf {\displaystyle {\mathcal {A}}} durch {\displaystyle g\omega =g^{-1}\omega g+g^{-1}dg}, sie bildet {\displaystyle {\mathcal {A}}_{F}} in sich ab.
Falls das Bündel (topologisch) trivialisierbar ist, vermittelt die Holonomie-Darstellung eine Bijektion zwischen
{\displaystyle {\mathcal {A}}_{F}/{\mathcal {G}}}
und einer Zusammenhangskomponente der Darstellungsvarietät
{\displaystyle Hom(\pi _{1}M,G)/conjugation}.
Der Modulraum flacher Zusammenhänge ist
{\displaystyle {\mathcal {M}}={\mathcal {A}}_{F}/{\mathcal {G}}}.
Sein Tangentialraum in einem flachen Zusammenhang {\displaystyle A\in {\mathcal {M}}} ist
{\displaystyle T_{A}{\mathcal {M}}=H^{1}(M,d_{A})}
mit
{\displaystyle d_{A}a=da+\left[A,a\right]}
für {\displaystyle A\in {\mathcal {M}},a\in \Omega ^{*}(M,{\mathfrak {g}})}.
Der Satz von Narasimhan-Seshadri identifiziert den Modulraum flacher Zusammenhänge über einer kompakten Riemannschen Fläche {\displaystyle \Sigma } mit einer komplexen Mannigfaltigkeit, nämlich der Mannigfaltigkeit der stabilen Vektorbündel über {\displaystyle \Sigma }.